# Carmen Andújar
Carmen Andújar (Buenos Aires, 1891 - València, 1965) fou una cantant i pedagoga valenciana. Va estudiar piano i cant al Conservatori de València i va ampliar els estudis a Milà. Feu recitals de cant, especialment de repertori barroc i clàssic i va fer de professora al Conservatori de València. El 1929 es va casar amb Eduardo López-Chavarri Marco, amb qui feu moltes conferències concert a la península Ibèrica i Anglaterra. La parella va tindre un fill, Eduardo López-Chavarri Andújar.
En els anys 1950 va publicar la seua Teoria del solfeig. Va realitzar enregistraments per a la BBC. A la Biblioteca Valenciana Nicolau Primitiu es conserva l'Arxiu Familiar López-Chávarri Andújar, amb el Fons Carmen Andújar, adquirit per la Generalitat Valenciana en 1996.